# Mecseknádasd
Mecseknádasd là một thị trấn thuộc hạt Baranya, Hungary. Thị trấn này có diện tích 36,08 km², dân số năm 2010 là 1537 người, mật độ 43 người/km².